# 布劳莫夫

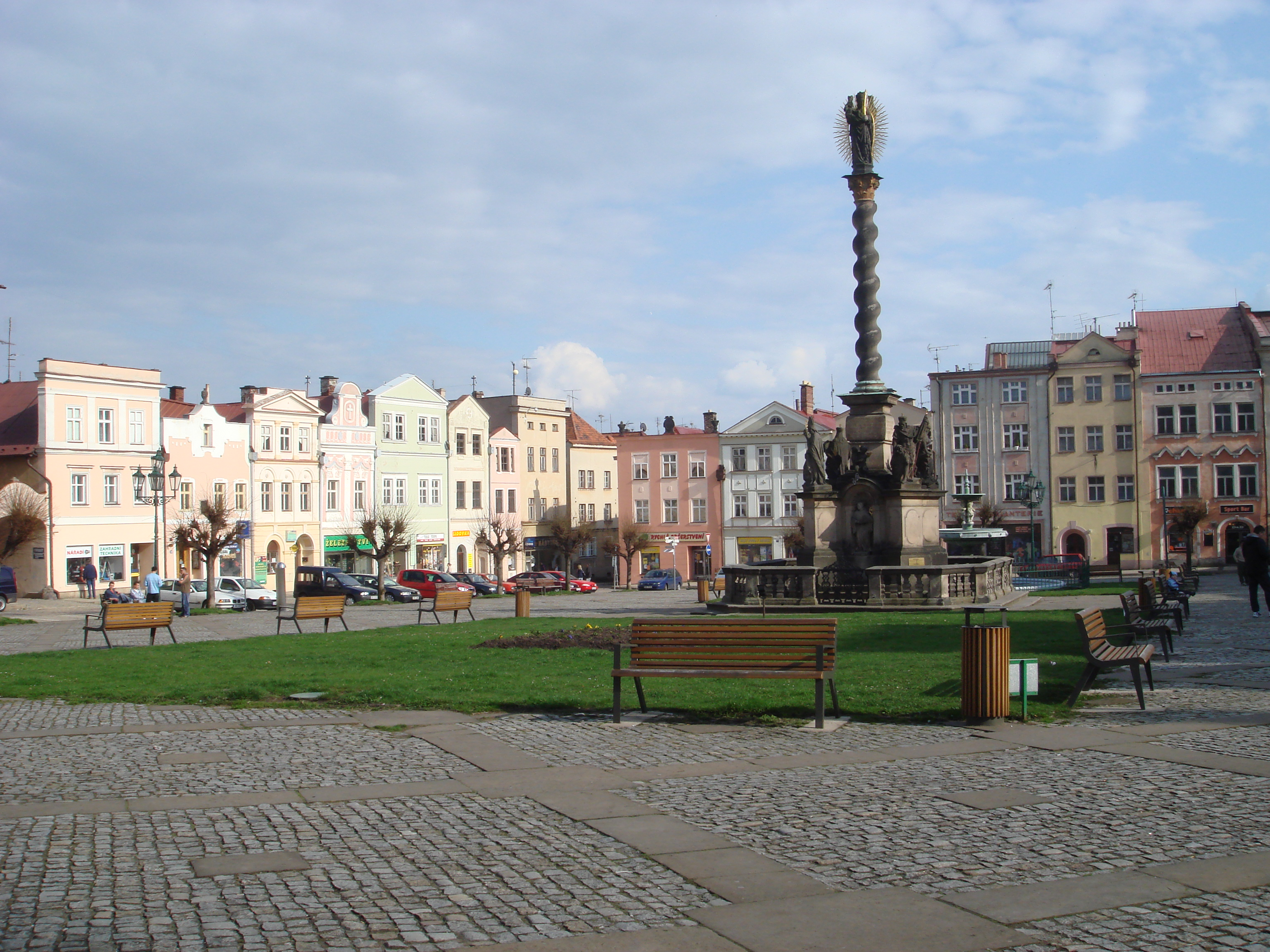

布劳莫夫是捷克赫拉德茨-克拉洛韦州的一个镇，面积22.26平方公里，人口7,783人（2012年）。
布劳莫夫拥有捷克历史最悠久的木制教堂。